# Sierbra
Sierbra är en sjö i Arvidsjaurs kommun i Lappland och ingår i Piteälvens huvudavrinningsområde. Sjön har en area på 0,738 kvadratkilometer och ligger 361 meter över havet. Sierbra ligger i Piteälven Natura 2000-område. Sjön avvattnas av vattendraget Hundträskbäcken.

## Delavrinningsområde
Sierbra ingår i det delavrinningsområde (731090-166196) som SMHI kallar för Utloppet av Serpra. Medelhöjden är 390 meter över havet och ytan är 5,24 kvadratkilometer. Det finns ett avrinningsområde uppströms, och räknas det in blir den ackumulerade arean 35,28 kvadratkilometer. Hundträskbäcken som avvattnar avrinningsområdet har biflödesordning 3, vilket innebär att vattnet flödar genom totalt 3 vattendrag innan det når havet efter 159 kilometer. Avrinningsområdet består mestadels av skog (72 procent). Avrinningsområdet har 0,73 kvadratkilometer vattenytor vilket ger det en sjöprocent på 14 procent.